# Samantha Morton
Samantha Jane Morton (Nottingham, 13 maggio 1977) è un'attrice britannica, candidata al premio Oscar per la miglior attrice non protagonista nel 2000 per Accordi e disaccordi e come protagonista per In America - Il sogno che non c'era nel 2004.

## Biografia
Nasce a Nottingham, figlia di Pamela e Peter Morton. Dopo il divorzio dei genitori, all'età di tre anni, cresce assieme al padre e ai suoi fratelli. Inizia la sua carriera da bambina entrando a far parte, a soli tredici anni nella Central Junior Television Workshop, a sedici si trasferisce a Londra dove lavora in svariate produzioni TV inglesi, tra cui gli adattamenti televisivi di Jane Eyre ed Emma. Il primo ruolo cinematografico risale al 1997 nel film Under the Skin - A fior di pelle, nel 1999 le viene offerta una parte in Ragazze interrotte, ma rifiuta, decisa ad interpretare la muta Hattie nel film di Woody Allen Accordi e disaccordi, ruolo che le vale la sua prima nomination all'Oscar come miglior attrice non protagonista, nello stesso anno interpreta la tossicomane Michelle in Jesus' Son.
Nel 2002, in seguito a rifiuto delle attrici Cate Blanchett e Jenna Elfman, interpreta la veggente precog Agatha in Minority Report di Steven Spielberg, mentre nello stesso anno viene candidata nuovamente all'Oscar come miglior attrice per l'interpretazione in In America - Il sogno che non c'era di Jim Sheridan. Sempre nel 2002 partecipa al videoclip di Electrical Storm degli U2, dove al fianco di Larry Mullen veste i panni di una sirena. Nel 2003 cerca di ottenere un ruolo in Love Actually - L'amore davvero, ma la parte viene affidata a Keira Knightley.
Negli anni seguenti recita al fianco di Johnny Depp in The Libertine e in Control di Anton Corbijn per il quale si aggiudica la candidatura ai BAFTA come miglior attrice non protagonista nel 2008. Nel 2007 interpreta la parte di una sosia di Marilyn Monroe in Mister Lonely, e veste i panni di Mary Stuart in Elizabeth: The Golden Age. Nel 2008 recita in Synecdoche, New York, esordio alla regia dello sceneggiatore Charlie Kaufman, mentre nel 2009 esordisce alla regia con il film televisivo The Unloved. Nel luglio 2018 è stato annunciato che Morton era stata scelta per interpretare Alpha nella serie televisiva statunitense The Walking Dead. Nell'aprile 2021 è entrata nel cast della serie storica di Starz The Serpent Queen nel ruolo della protagonista Caterina de' Medici. Nel 2023 interpretata la reverenda Jack Brooks nella miniserie televisiva The Burning Girls, tratta dall'omonimo romanzo.

## Vita privata
È madre di due figlie, Esme (nata il 5 febbraio 2000), avuta dall'attore Charlie Creed-Miles, e Edie (nata il 4 gennaio 2008), avuta dal compagno Harry Holm, figlio dell'attore Ian Holm.

## Filmografia

### Attrice

#### Cinema
- Fra odio e amore (This Is the Sea), regia di Mary McGuckian (1997)
- Under the Skin - A fior di pelle (Under the Skin), regia di Carine Adler (1997)
- Accordi e disaccordi (Sweet and Lowdown), regia di Woody Allen (1999)
- Jesus' Son, regia di Alison Maclean (1999)
- Una passione spezzata (Dreaming of Joseph Lees), regia di Eric Styles (1999)
- Pandaemonium, regia di Julien Temple (2000)
- Eden, regia di Amos Gitai (2001)
- Minority Report, regia di Steven Spielberg (2002)
- In America - Il sogno che non c'era (In America), regia di Jim Sheridan (2002)
- Codice 46 (Code 46), regia di Michael Winterbottom (2003)
- L'amore fatale (Enduring Love), regia di Roger Michell (2004)
- River Queen, regia di Vincent Ward (2005)
- Lassie, regia di Charles Sturridge (2005)
- The Libertine, regia di Roger Michell (2005)
- Parcheggio scaduto (Expired), regia di Cecilia Miniucchi (2007)
- Control, regia di Anton Corbijn (2007)
- Mister Lonely, regia di Harmony Korine (2007)
- Elizabeth: The Golden Age, regia di Shekhar Kapur (2007)
- Synecdoche, New York, regia di Charlie Kaufman (2008)
- Daisy vuole solo giocare (The Daisy Chain), regia di Aisling Walsh (2008)
- Oltre le regole - The Messenger (The Messenger), regia di Oren Moverman (2009)
- John Carter, regia di Andrew Stanton (2012)
- Cosmopolis, regia di David Cronenberg (2012)
- Annie Parker (Decoding Annie Parker), regia di Steven Bernstein (2013)
- Miss Julie, regia di Liv Ullmann (2014)
- Animali fantastici e dove trovarli (Fantastic Beasts and Where to Find Them), regia di David Yates (2016)
- Anche io (She Said), regia di Maria Schrader (2022)
- The Whale, regia di Darren Aronofsky (2022)
- 2073, regia di Asif Kapadia (2024)

#### Televisione
- Cracker – serie TV, episodi 2x04-2x05 (1994)
- Band of Gold – serie TV, 12 episodi (1995-1996)
- Emma, regia di Diarmuid Lawrence – film TV (1996)
- Jane Eyre, regia di Robert Young – film TV (1997)
- Longford, regia di Tom Hooper – film TV (2006)
- The Last Panthers – serie TV, 6 episodi (2015)
- Rillington Place – miniserie TV, 3 puntate (2016)
- Harlots – serie TV, 19 episodi (2017-2019)
- The Walking Dead – serie TV, 18 episodi (2019-2020)
- Tales of the Walking Dead – serie TV, episodio 1x03 (2022)
- The Serpent Queen – serie TV, 16 episodi (2022-2024)
- The Burning Girls, regia di Charles Martin e Kieron Hawkes – miniserie TV (2023)

### Doppiatrice
- Max e Ruby – serie TV, 20 episodi (2002-2003; 2011-2013)

### Videoclip
- Electrical Storm degli U2 (2002)
- Sheena Is a Parasite dei The Horrors (2006)

## Doppiatrici italiane
Nelle versioni in italiano delle opere in cui ha recitato, Samantha Morton è stata doppiata da:
- Ilaria Stagni in Minority Report, In America - Il sogno che non c'era, Codice 46, Cosmopolis, The Last Panthers
- Barbara De Bortoli in Fra odio e amore, The Walking Dead, Animali fantastici e dove trovarli, Anche io, Tales of the Walking Dead
- Anna Cugini in Miss Julie, The Serpent Queen, The Whale, 2073
- Domitilla D'Amico in The Libertine, Control, Elizabeth: The Golden Age
- Federica De Bortoli in Synecdoche, New York, Oltre le regole - The Messenger
- Chiara Colizzi in L'amore fatale, Rillington Place
- Paola Majano in Under the Skin - A fior di pelle
- Sabrina Duranti in Eden
- Cinzia Massironi in Daisy vuole solo giocare
- Laura Romano in John Carter
- Jasmine Laurenti in Annie Parker
- Valentina Mari in The Burning Girls

Da doppiatrice è sostituita da:
- Ilaria Stagni in Max e Ruby

## Riconoscimenti
- Premi Oscar 2000 – Candidatura all'Oscar alla miglior attrice non protagonista per Accordi e disaccordi
- Premi Oscar 2004 – Candidatura all'Oscar alla miglior attrice per In America - Il sogno che non c'era